# Франк Дарабонт
Франк Дарабонт (на английски: Frank Darabont) е американски режисьор, сценарист и продуцент.

## Биография
Той е роден на 28 януари 1959 г. в Монбелиар, Франция, в семейството на унгарци, бежанци от разгрома на Унгарското въстание от 1956 г., които малко по-късно се установяват в Съединените щати. Започва работа в киното в началото на 80-те години, като първоначално предимно пише сценарии за филми на ужаса. Като режисьор става известен с няколко адаптации на книги на Стивън Кинг – „Изкуплението Шоушенк“ („The Shawshank Redemption“, 1994), „Зеленият път“ („The Green Mile“, 1999), „Мъглата“ („The Mist“, 2007). Продуцент е на началната част на сериала „Живите мъртви“ („The Walking Dead“).
Номиниран е три пъти за награда „Оскар“ и веднъж за „Златен глобус“.